# HiPiHi
HiPiHi là tựa game thế giới ảo 3D trực tuyến do Từ Huy và Nhiêu Tuyết Vĩ lập ra tại Bắc Kinh, Cộng hòa Nhân dân Trung Hoa. Đây là trò chơi thế giới ảo đầu tiên của Trung Quốc cho phép cư dân mạng ảo tự do đi lại khắp nơi. Người dùng có thể khám phá, giao dịch, giao tiếp và tạo ra mọi thứ trong môi trường ảo của họ.

## Lịch sử
Hai nhà sáng lập Từ Huy và Nhiêu Tuyết Vĩ bắt đầu khám phá ý tưởng này vào tháng 10 năm 2005. HiPiHi được thành lập tại Bắc Kinh vào ngày 17 tháng 4 năm 2006. Đầu tư được hãng Institutional Angel GCIG thực hiện vào ngày 8 tháng 8 năm 2006. Thử nghiệm Alpha bắt đầu vào tháng 12 năm 2006. Thử nghiệm beta bắt đầu vào ngày 19 tháng 3 năm 2007, với khoảng 10.000 người dùng. Dịch vụ này dường như đã ngừng hoạt động hoàn toàn vào tháng 8 năm 2012.

## Thử thách
Do quan điểm của chính phủ Trung Quốc và các chính sách độc tài của Bắc Kinh chống lại nền độc lập của Đài Loan, nền độc lập của Tây Tạng, những lời chỉ trích chống chính phủ và các nhóm tôn giáo Pháp Luân Công, trò chơi này được một số người cho rằng sẽ có những rào cản xã hội lớn. Không rõ trò chơi sẽ được quản lý hay kiểm duyệt như thế nào, mặc dù người sáng lập Từ Huy có danh tiếng tốt, bao gồm cả việc được gắn mác "Mười Anh Hùng Internet Hàng Đầu Trung Quốc" vào năm 1999 trước dự án HiPiHi.

## Kết cục
Có rất ít thông tin được biết về lý do dịch vụ này bị ngừng hoạt động nhưng có nguồn tin nọ cho biết là vào tháng 8 năm 2012, tất cả các máy chủ liên quan đến dịch vụ này đều ngừng phản hồi và trang web được đưa vào chế độ ngoại tuyến. Không có tin tức hoặc thông tin nào có thể định vị được viết về dịch vụ này kể từ thời điểm đó.

## So sánh Second Life
Thế giới ảo Hipihi thường được giới truyền thông so sánh với Second Life. Người sáng tạo ra Hipihi Huy đã phát biểu trong một cuộc phỏng vấn năm 2007 rằng "khi chúng tôi bắt đầu thảo luận về Hipihi từ năm 2005, thực ra chúng tôi không biết gì về Second Life. Second Life thu hút sự chú ý của quốc tế vào cuối năm 2006, sau đó chúng tôi nghiên cứu nó và phát hiện ra rằng cả hai chúng tôi đều đang làm việc theo một hướng tương tự". Anh ấy tiếp tục "Đó hoàn toàn là một sự hiểu lầm về thế giới ảo nếu mọi người cứ nghĩ Hipihi là bản sao của Second Life. Thế giới ảo không chỉ là môi trường 3D mà là cả một hệ thống xã hội phức tạp bao gồm chính sách tài sản, chính sách tài chính, v.v..."

## Cạnh tranh
Có một số đối thủ cạnh tranh sắp tới bao gồm Novoking, Shanda của Thượng Hải, uWorld của Uonenet, và ở một mức độ nào đó có lẽ là Frenzoo của Hồng Kông, mặc dù Frenzoo không hẳn là cùng một loại thế giới ảo 3D mở rộng như Hipihi, Shanda và uWorld được mong đợi.